# Po Box 52
PO BOX 52 è una compilation composta da 6 cd, comprendenti musiche cantate e suonate da 24 band differenti, per una durata totale di 360 minuti.
Hanno partecipato i seguenti artisti:
- Albatros Qwerty
- Campofame
- Ceke
- Claudio Rocchetti
- Comfort
- Eroma
- Fiori d'Oppio
- From Hands
- The Hutchinson
- Il Cane Celeste
- Lendormin
- Logan
- Mouse and Sequencers
- Mr. Bread
- Neo
- Pola
- Proteus 911
- Rebekah Spleen
- Rosolina Mar
- Slope
- Stearica
- Tanake
- Taras Bul'ba
- Yellow Capra

## Tracce

### Disco 1[1]
1. La basetta scolpita nella roccia (Rosolina Mar)
2. Tokio (Slope)
3. Trittico 1 (Ceke)
4. Malpensa social club (Rosolina Mar)
5. Salam (Slope)
6. +/+ (Ceke)
7. Take this bossanova and stop 1 (Fiori d’Oppio)
8. So fine when you shut up (Slope)
9. Eko (Ceke)
10. Take this bossanova and stop 2 (Fiori d’Oppio)
11. Piotor serghiéievic trofimov (Tanake)
12. Take this bossanova and stop 3 (Fiori d’Oppio)
13. Wasabi (Rebekah Spleen)
14. Take this bossanova and stop 4 (Fiori d’Oppio)
15. Ginger (Rebekah Spleen)
16. Take this bossanova and stop 5 (Fiori d’Oppio)
17. Ce qui ne peut parler (Il Cane Celeste)
18. Copernico (From Hands)
19. L’arche (Il Cane Celeste)
20. Che non siamo (From Hands)
21. Un devoir inachevé (Il Cane Celeste)
22. Am (From Hands)
23. Le temps (Il Cane Celeste)
24. N3 (From Hands)
25. Gioco3 (From Hands)
26. Apokrifos 1 (Proteus 911)
27. Apokrifos 2 (Proteus 911)
28. Apokrifos 3 (Proteus 911)